# Corporación Universal
Corporación Universal es un conglomerado peruano de medios de comunicación, compuesto por varias cadenas de radioemisoras, canales de televisión y también otros tipos de negocios que son administrados por la empresaria Esther Capuñay Quispe y familia. Es conocida por la gestión de sus marcas Karibeña, Exitosa, que comprenden al diario, la emisora radial y el canal de televisión.

## Historia

### Inicios
Higinio Capuñay Sarpan creó en 1989 Radio Universal, emisora cuya programación estaba enfocada en cumbia (chicha), salsa, guarachas, boleros, música criolla y pasillos, en su ciudad natal, Monsefú, Lambayeque. En 1998, la radio fue relanzada como Radio La Karibeña siendo la cumbia su género principal junto con merengue e salsa y entabló alianzas con emisoras regionales para convertirse en franquicias afiliadas a la estación. Luego, Higinio Capuñay empezó a adquirir frecuencias en las principales ciudades del país y expandir la cobertura de la emisora. Debido al ascenso de la cumbia como género musical del momento durante la década de 2000, Radio La Karibeña aumentó su popularidad a nivel nacional, siendo la emisora más escuchada en provincias.

### Siguientes años
En el año 2000 adquieren los 98.7 FM en Lima este. Transmitiendo a La Karibeña teniendo solo cobertura exclusivamente para la parte este de Lima.
En el año 2005 crean Radio La Exitosa en Chiclayo como una emisora de música variada en el año 2007 esta emisora cambia a un formato informativo y se convierte en Exitosa Noticias. 
En el año 2009 adquieren las frecuencias 94.9 FM y 95.5 FM así como sus activos y marcas registradas de ambas empresas, que les pertenecían a Radio A Frecuencia Modulada S.A.C (Radiomix) y Radio Z Rock & Pop S.A.C, propiedad del político y empresario Dagoberto Láinez V. en dichas diales transmitían Radiomix y Z Rock & Pop, en el primer dial ingresa Radio La Karibeña empezando a transmitir en todo Lima, en los 95.5 FM se seguía manteniendo a la emisora Z Rock & Pop, hasta fines de dicho año cuando crean un nuevo formato llamado La Kalle, una emisora de música variada juvenil. En ese entonces se trasladan de San Miguel a un nuevo edificio ubicado en el distrito limeño de Chorrillos, a esta nueva sede de Corporación Universal. Ese mismo año su emisora informativa Exitosa Noticias ingresa a la frecuencia 98.7 FM de Lima Este remplazando a La Karibeña.
En septiembre del año 2010 adquieren los 96.1 FM de Radio Miraflores, para transmitir a Radio Exitosa (antes Exitosa Noticias), como una emisora de baladas del recuerdo y una parte con programas informativos, en diciembre del mismo año deciden cambiar a Radio La Kalle a los 96.1 FM y Exitosa a los 95.5 FM. 
En junio del año 2011 La Kalle cambia de formato a una radio de salsa por falta de audiencia e sintonía por el cambio de dial. En julio del mismo año crean una emisora de música popular con música andina latinoamericana, cumbia y chicha llamada Radio Kalidad en los 98.7 FM para Lima Este.
En el año 2012 inician un juicio con la empresa productora de espectáculos Kandavú Producciones por la frecuencia de los 96.1 FM, dejando de transmitir a La Kalle, mientras se resolvía el problema judicial ese mismo año regresa Z Rock & Pop en dicha frecuencia, pero solo por corto tiempo ya que la frecuencia seguía en juicio. En ese mismo año se vuelven accionistas con un 30% de acciones en Radio La Ribereña emisora de música variada que transmite en provincias.
En el año 2013 Corporación Universal ganó el juicio a Inversiones Prado del Rey S.A. (Radio Kandavú) logrando seguir con la dial 96.1 FM, en febrero del mismo año crean una nueva emisora llamada La Hot, una radio de música variada con géneros como techno, reguetón, salsa, cumbia, axe, merengue, rock & pop, la cual no funcionó, siendo cambiada a un formato de salsa, techno y rock en español. 
En 2014 regresó Radio La Kalle a los 96.1 FM con un formato de salsa clásica y música del recuerdo que transmite hasta la actualidad, remplazando a La Hot por falta de audiencia, ese mismo año también lanzan los diarios Exitosa (bajo la dirección de Juan Carlos Tafur hasta que fue despedido por problemas con la familia Capuñay), Diario Karibeña y también el canal de señal digital terrestre Exitosa TV en el canal 6.1 de la TDT. En febrero de ese mismo año entra Radio Karibeña a la FM de Buenos Aires en Argentina, primero en los 96.7 y después pasa a los 90.7, siendo la primera emisora peruana en transmitir en el extranjero.

### Actualidad
En el año 2015 regresa Z Rock & Pop a la FM a través de los 98.7 FM, pero solo en Lima Este y lanzan el nuevo diario deportivo La Kalle.
En mayo de 2016 crean una nueva emisora de música popular con géneros como folklore y música latinoamericana llamada Sabor Mix en el 98.7 FM, en la actualidad desapareció y es remplazada por La Kalle en provincias y La Karibeña como su señal repetidora en Lima Este y regresando a Z Rock & Pop a ser una radio en línea.
En junio de 2018 regresó la emisora Sabor Mix en los 98.7 en Lima Este y actualmente en 2019 fue retirado y reemplazando como repetidora de la señal hermana La Karibeña que emite en simultáneo en los 94.9 FM de Lima. Además radio Z Rock & Pop, desde el 19 de septiembre de 2018 está en señal de prueba en el subcanal 6.3 de la TDT en Lima. El 30 de noviembre en la preventa se presentó de manera oficial la nueva Radio Play, emisora juvenil (reguetón, trap, latín, bachata, etc.) que transmite por internet e app y se confirmó que ingresaría a la FM,
A fines de noviembre de 2018, se decía que sería lanzada Radio Play en Lima por los 104.7 FM de la emisora RBC Radio. Sin embargo, el 30 de diciembre se confirmó que ya no sería alquilada por ellos, debido a problemas internos con la empresa y con el dueño del dial. El día 5 de enero la frecuencia fue administrada por Grupo Onda de Medios temporalmente, luego de que Corporación Universal decidió ya no alquilar sino comprar una frecuencia. El 16 de enero en una entrevista al gerente general de la corporación confirmó que Corporación Universal estaría buscando adquirir una frecuencia en Lima para emitir su emisora juvenil Radio Play con esto tendrían 4 emisoras a nivel nacional. Sin embargo, hasta la actualidad no se logró su cometido debido a que las pocas radios independientes que quedan en la capital no quieren vender, sino alquilar sus diales.
En junio del 2019, Radio Sabor Mix dejó de emitir en su filial Lima Este, cediendo los 98.7 a La Karibeña como señal repetidora de los 94.9, sin embargo Sabor Mix sigue transmitiendo solo en Chiclayo, Piura, Iquitos, Ica y Huánuco hasta 2021. En 2022, sus filiales de Sabor Mix fueron remplazados por La Kalle y adquiridas por el Grupo RPP,  CRP Radios y Grupo Panamericana de Radios para llegar las nuevas emisoras.
El 28 de agosto del 2020, falleció el fundador de la corporación Higinio Capuñay por el COVID-19. En septiembre de 2020 Esther Capuñay la ex congresista y hija del mencionado empresario es presentada como gerenta general de la corporación.
El 1ro de mayo de 2025, Radio La Kalle cambia de formato volviendo a su formato anterior transmitiendo solo Salsa las 24 horas.

## Radios
Lista de sus radioemisoras:
| Nombre         | Frecuencia    | Cobertura | Programación                                                                                        |
| -------------- | ------------- | --------- | --------------------------------------------------------------------------------------------------- |
| Z Rock & Pop   | Lima: 800 AM  | Nacional  | Programación musical de rock y pop de los años 60, 70, 80, 90, 2000 y actuales en inglés e español. |
| Radio Karibeña | Lima: 94.9 FM | Nacional  | Programación del género musical de cumbia y entretenimiento.                                        |
| Radio Exitosa  | Lima: 95.5 FM | Nacional  | Programación exclusiva de noticias, deportes, entrevistas y miscelánea.                             |
| Radio La Kalle | Lima: 96.1 FM | Nacional  | Programación musical del género salsa las 24 horas.                                                 |

### Radios por Internet
Lista de las 3 radioemisoras que transmiten solo por Internet:
| Nombre       | Programación | Señal en línea |
| ------------ | --- | -------------- |
| Z Rock & Pop | Programación musical de rock y pop de los años 60, 70, 80, 90, 2000 y actuales en inglés e español.                                     | En vivo        |
| Radio Play   | Programación de música juvenil como reguetón, bachata, latín, pop latino, trap, salsa y electro.                                        | En vivo        |
| Radio Bésame | Programación de música romántica como baladas, nueva ola de los 60's, 70's, 80's, 90's, 2000's y actuales, bachata, latín y pop latino. | En vivo        |

### Radios desaparecidas
Radioemisoras remplazadas o cambiadas de dial:
| Nombre          | Frecuencia                     | Desaparición |
| --------------- | ------------------------------ | --- |
| Z Rock & Pop    | Lima: 95.5 FM                  | Salió del aire el 28 de diciembre de 2009, siendo remplazada por Radio La Kalle.                                   |
| Radio La Hot    | Lima: 96.1 FM                  | Salió del aire el 4 de marzo de 2015, siendo remplazada por Radio La Kalle.                                        |
| Radio Kalidad   | Lima este: 98.7 FM             | Salió del aire el 15 de junio de 2015, siendo remplazada por Z Rock & Pop en sus frecuencias de lima y provincias. |
| Radio Sabor Mix | Provincias: 89.7 FM (Chiclayo) | Salió del aire en 2021, siendo remplazada por Radio La Kalle y Radio Karibeña a nivel nacional.                    |

## Televisión
Lista de los canales de televisión:
| Canal       | Tipo de Señal      | Producción             | Programación                                                                                                 |
| ----------- | ------------------ | ---------------------- | --- |
| Exitosa TV  | Televisión abierta | Caracol Comunicaciones | Programación exclusiva de noticias nacionales e internacionales y miscelánea.                                |
| Karibeña TV | Señal abierta      | Caracol Comunicaciones | Programación de videoclips musicales de géneros tropicales como cumbia, merengue, bachata, latín y reguetón. |

## Diarios
Lista de los siguientes diarios administrados y distribuidos a nivel nacional:
| Nombre          | Contenido                                                            |
| --------------- | -------------------------------------------------------------------- |
| Diario Karibeña | Farándula, entretenimiento, regalos, sorteos, noticias y miscelánea. |
| Diario Exitosa  | Política, noticias, miscelánea, deportes y entretenimiento.          |

### Desaparecidos
| Nombre          | Contenido                                        |
| --------------- | ------------------------------------------------ |
| Diario La Kalle | Diario de deportes nacionales e internacionales. |

## Otras empresas
- Residencial Los Ángeles: Venta de terrenos para vivienda y negocios al sur de lima.
- Fiesta Karibeña: Productora de eventos musicales encargada de realizar los más grandes eventos de cumbia y salsa.
- Latina Graf: Línea de cuadernos escolares e universitarios comercializada en 3 marcas: Cuadernos Universal, Karibeña e Lider.
- Universal LED: Agencia de publicidad exterior dedicada a la instalación de paneles de pantallas LED y paneles simples especiales para promocionar propagandas comerciales en los puntos más transitados de Lima y provincias.
- Studio Karibeña: estudio de grabación musical y productora de videoclips musicales.
- Los 5 de Oro: orquesta musical del género cumbia. Propiedad de C.Universal.
- Papillon: orquesta musical del género cumbia. Propiedad de C.Universal.

## Eslóganes
- 2018-2021: La plataforma líder en comunicaciones más completa del país.
- 2021-presente: La plataforma de comunicaciones más completa del país.

## Directorio
- Presidente del Directorio: Eduardo Capuñay Quispe
- Gerenta General: Esther Capuñay Quispe

## Competencias
Sus mayores competencias son las empresas de medios: Grupo RPP, perteneciente a la familia Delgado Nachtigall y el IRTP, perteneciente al Estado Peruano, con la cual compite en las plataformas informativas (radiales y televisivos).
Otras de sus competencias son CRP Radios y el Grupo Panamericana de Radios, con la cual solo compite en los formatos musicales (cumbia y salsa).